# گریگوری اسپرینگر
گریگوری اسپرینگر (انگلیسی: Gregory Springer؛ زادهٔ february ۱۳, ۱۹۶۱ (۶۴ سال)) ورزشکار روئینگ اهل ایالات متحده آمریکا است.
وی در مسابقات کشوری و بین‌المللی در مجموع برندهٔ ۱ مدال نقره شده‌است.